# Leucauge dorsotuberculata
Leucauge dorsotuberculata là một loài nhện trong họ Tetragnathidae.
Loài này thuộc chi Leucauge. Leucauge dorsotuberculata được miêu tả năm 1982 bởi Tikader.